# 東北電気保安協会
一般財団法人東北電気保安協会（とうほくでんきほあんきょうかい）は、東北地方6県及び新潟県全域の企業・家庭向けに電気の点検・保安業務を行っている一般財団法人。

## 協会概要
- 設立：1966年2月15日
- 理事長：春浪 隆夫
- 資本金：8億円
- 年商：145億円

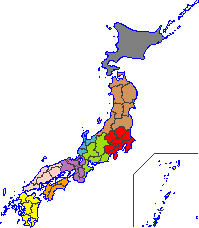
東北電気保安協会の業務区域（茶色に塗られた7県）

- 本部：宮城県仙台市太白区あすと長町3丁目2－36
- 支部：青森県・岩手県・秋田県・宮城県・山形県・福島県・新潟県

## 業務内容
- 各種電気設備の安全点検
- 企業向け各種電気設備の保安・監視
- 各種電気設備の取り付け・修理・新設相談
- 電気系資格技術講習会
- 電気を安全に使用するための広報業務
- 東北電力との連携業務

## その他
- 協会キャラクターはホアンボーヤ。
- 1996年創立の草野球チーム秋田ホアンズがある。
- 2008年2月に点検不履行が発覚した。